# Gran Premio de Portugal de Motociclismo de 2005
El Gran Premio de Portugal de Motociclismo de 2005 (oficialmente betandwin.com Grande Prémio de Portugal) fue la segunda prueba del Campeonato del Mundo de Motociclismo de 2005. Tuvo lugar en el fin de semana del 15 al 17 de abril de 2005 en el Autódromo do Estoril, situado en Estoril, Portugal.
La carrera de MotoGP fue ganada por Alex Barros, seguido de Valentino Rossi y Max Biaggi. Casey Stoner ganó la prueba de 250 cc, por delante de Andrea Dovizioso y Randy de Puniet. La carrera de 125 cc fue ganada por Mika Kallio, Héctor Faubel fue segundo y Thomas Lüthi tercero.

## Resultados

### Resultados MotoGP
| Pos     | Piloto           | Constructor | Tiempo/Retirado | Parrilla | Puntos |
| ------- | ---------------- | ----------- | --------------- | -------- | ------ |
| 1       | Alex Barros      | Honda       | 47:14.053       | 1        | 25     |
| 2       | Valentino Rossi  | Yamaha      | +2.771          | 4        | 20     |
| 3       | Max Biaggi       | Honda       | +6.071          | 8        | 16     |
| 4       | Marco Melandri   | Honda       | +29.546         | 5        | 13     |
| 5       | Carlos Checa     | Ducati      | +29.774         | 3        | 11     |
| DSQ     | Colin Edwards    | Yamaha      | +44.216         | 7        | 10     |
| DSQ     | Nicky Hayden     | Honda       | +57.121         | 9        | 9      |
| 6       | Shinya Nakano    | Kawasaki    | +59.847         | 10       | 10     |
| 7       | Loris Capirossi  | Ducati      | +1:07.718       | 6        | 9      |
| 8       | Rubén Xaus       | Yamaha      | +1:22.431       | 12       | 8      |
| 9       | Troy Bayliss     | Honda       | +1:33.529       | 13       | 7      |
| 10      | Kenny Roberts Jr | Suzuki      | +1:34.051       | 14       | 6      |
| 11      | Roberto Rolfo    | Ducati      | +1:35.956       | 16       | 5      |
| 12      | Toni Elías       | Yamaha      | +1:36.492       | 15       | 4      |
| 13      | James Ellison    | Blata       | +2 vueltas      | 17       | 3      |
| 14      | Shane Byrne      | Proton      | +4 vueltas      | 18       | 2      |
| Ret     | Sete Gibernau    | Honda       | Retirado        | 2        |        |
| Ret     | John Hopkins     | Suzuki      | Retirado        | 11       |        |
| Ret     | Franco Battaini  | Blata       | Retirado        | 19       |        |
| Fuente: |                  |             |                 |          |        |

### Resultados 250cc
| Pos     | Piloto            | Constructor | Tiempo/Retirado | Parrilla | Puntos |
| ------- | ----------------- | ----------- | --------------- | -------- | ------ |
| 1       | Casey Stoner      | Aprilia     | 45:36.009       | 12       | 25     |
| 2       | Andrea Dovizioso  | Honda       | +0.404          | 4        | 20     |
| 3       | Randy de Puniet   | Aprilia     | +0.431          | 1        | 16     |
| 4       | Dani Pedrosa      | Honda       | +2.009          | 3        | 13     |
| 5       | Alex de Angelis   | Aprilia     | +2.204          | 6        | 11     |
| 6       | Hiroshi Aoyama    | Honda       | +17.855         | 7        | 10     |
| 7       | Yuki Takahashi    | Honda       | +17.914         | 11       | 9      |
| 8       | Sylvain Guintoli  | Aprilia     | +23.910         | 13       | 8      |
| 9       | Sebastián Porto   | Aprilia     | +26.407         | 2        | 7      |
| 10      | Jorge Lorenzo     | Honda       | +45.921         | 8        | 6      |
| 11      | Héctor Barberá    | Honda       | +51.533         | 5        | 5      |
| 12      | Jakub Smrž        | Honda       | +56.920         | 14       | 4      |
| 13      | Alex Debón        | Honda       | +1:04.103       | 16       | 3      |
| 14      | Mirko Giansanti   | Aprilia     | +1:09.512       | 17       | 2      |
| 15      | Martín Cárdenas   | Aprilia     | +1:18.508       | 26       | 1      |
| 16      | Dirk Heidolf      | Honda       | +1:23.940       | 21       |        |
| 17      | Simone Corsi      | Aprilia     | +1:26.950       | 10       |        |
| 18      | Andrea Ballerini  | Aprilia     | +1:27.179       | 24       |        |
| 19      | Radomil Rous      | Honda       | +1:27.332       | 19       |        |
| 20      | Gabor Rizmayer    | Yamaha      | +1 vuelta       | 25       |        |
| 21      | Yves Polzer       | Aprilia     | +1 vuelta       | 27       |        |
| Ret     | Hugo Marchand     | Aprilia     | Retirado        | 22       |        |
| Ret     | Gregory Leblanc   | Aprilia     | Retirado        | 23       |        |
| Ret     | Arnaud Vincent    | Fantic      | Retirado        | 28       |        |
| Ret     | Chaz Davies       | Aprilia     | Retirado        | 15       |        |
| Ret     | Alex Baldolini    | Aprilia     | Retirado        | 18       |        |
| Ret     | Álvaro Molina     | Aprilia     | Retirado        | 20       |        |
| Ret     | Roberto Locatelli | Aprilia     | Retirado        | 9        |        |
| Fuente: |                   |             |                 |          |        |

### Resultados 125cc
| Pos     | Piloto                   | Constructor | Tiempo/Retirado | Parrilla | Puntos |
| ------- | ------------------------ | ----------- | --------------- | -------- | ------ |
| 1       | Mika Kallio              | KTM         | 41:19.431       | 1        | 25     |
| 2       | Héctor Faubel            | Aprilia     | +0.008          | 4        | 20     |
| 3       | Thomas Lüthi             | Honda       | +2.898          | 2        | 16     |
| 4       | Fabrizio Lai             | Honda       | +2.940          | 8        | 13     |
| 5       | Manuel Poggiali          | Gilera      | +11.276         | 10       | 11     |
| 6       | Tomoyoshi Koyama         | Honda       | +13.543         | 16       | 10     |
| 7       | Álvaro Bautista          | Honda       | +13.547         | 11       | 9      |
| 8       | Mattia Pasini            | Aprilia     | +14.493         | 7        | 8      |
| 9       | Julián Simón             | KTM         | +14.710         | 9        | 7      |
| 10      | Marco Simoncelli         | Aprilia     | +15.194         | 3        | 6      |
| 11      | Mike Di Meglio           | Honda       | +15.208         | 12       | 5      |
| 12      | Pablo Nieto              | Derbi       | +36.518         | 14       | 4      |
| 13      | Alexis Masbou            | Honda       | +36.858         | 20       | 3      |
| 14      | Toshihisa Kuzuhara       | Honda       | +36.917         | 15       | 2      |
| 15      | Manuel Hernández         | Aprilia     | +37.025         | 13       | 1      |
| 16      | Aleix Espargaró          | Honda       | +37.073         | 17       |        |
| 17      | Jordi Carchano           | Aprilia     | +54.909         | 24       |        |
| 18      | Joan Olivé               | Aprilia     | +56.816         | 18       |        |
| 19      | Michele Pirro            | Malaguti    | +59.761         | 22       |        |
| 20      | Sergio Gadea             | Aprilia     | +1:01.246       | 23       |        |
| 21      | Ángel Rodríguez Campillo | Honda       | +1:01.344       | 34       |        |
| 22      | Imre Tóth                | Aprilia     | +1:04.776       | 21       |        |
| 23      | Nicolás Terol            | Derbi       | +1:10.415       | 25       |        |
| 24      | Raffaele de Rosa         | Aprilia     | +1:10.515       | 29       |        |
| 25      | Sandro Cortese           | Honda       | +1:10.677       | 19       |        |
| 26      | Andrea Iannone           | Aprilia     | +1:11.309       | 28       |        |
| 27      | Federico Sandi           | Honda       | +1:11.362       | 26       |        |
| 28      | Julián Miralles          | Aprilia     | +1:13.203       | 27       |        |
| 29      | Dario Giuseppetti        | Aprilia     | +1:14.968       | 32       |        |
| 30      | Raymond Schouten         | Honda       | +1:18.257       | 33       |        |
| 31      | Vincent Braillard        | Aprilia     | +1:18.879       | 30       |        |
| 32      | Patrik Vostárek          | Honda       | +1 vuelta       | 36       |        |
| Ret     | Lukáš Pešek              | Derbi       | Retirado        | 5        |        |
| Ret     | Karel Abraham            | Aprilia     | Retirado        | 35       |        |
| Ret     | Gábor Talmácsi           | KTM         | Retirado        | 6        |        |
| Fuente: |                          |             |                 |          |        |